# مارشوسکا گورا
مارشوسکا گورا (به لاتین: Marszewska Góra) یک روستا در لهستان است که در گمینا پژویز واقع شده‌است. مارشوسکا گورا ۹۲ نفر جمعیت دارد.